# Roteiro
Roteiro är en kommun i Brasilien.   Den ligger i delstaten Alagoas, i den östra delen av landet, 1 500 km nordost om huvudstaden Brasília. Antalet invånare är 6 656.
Omgivningarna runt Roteiro är en mosaik av jordbruksmark och naturlig växtlighet.